# 下間氏
下間氏（しもつまし）は、日本の氏族。摂津源氏を自称する一族が著名であり、代々本願寺の坊官を務めてきた家柄で地下家である。戦国時代に一向一揆の指導者として活躍した者が一族に多い。なお加賀一向一揆の指導者の1人下間蓮崇は、本願寺8世法主蓮如から姓を下賜されたものであり、本姓も異なる。

## 歴史

### 出自
下間氏の初代とされる源宗重は源頼政の玄孫である。承久元年（1219年）、同族の源頼茂（頼政の孫）が後鳥羽上皇によって討たれると宗重も連座して処刑される事となった。だが、たまたま通りかかった親鸞が処刑する事の非を説いたため、親鸞が宗重を出家させる事を条件に助命された。宗重は親鸞に深く感謝して出家し、蓮位坊と名乗って親鸞の弟子となり、東国での伝道に随従する。親鸞が常陸国下妻（現在の茨城県下妻市）に庵を構えた時にこれを記念して蓮位坊は「下妻」を名乗り、これが変化して「下間」になったとされる。
下間姓が見られるのは4代目で蓮位の曾孫に当たる下間長芸の代からで、長芸は御影堂の鎰取役（御真影の厨子の開閉を掌る役）を務め、本山の宗教的役割を担い、教義を法主一族へ伝授したり説教を行う御堂衆を務めたが、後に下間氏はこれらの役から遠ざかり、本山の事務を担う寺侍に代わった。長芸の曾孫で7代目の下間玄英は本願寺8世法主蓮如の側近として活躍したが、同じ蓮如の側近で蓮如から朋輩として下間姓を与えられたのが下間蓮崇である。

### 戦国時代
戦国時代の下間氏は添状・奉書を発給したり、法主と教団内外の人々を取り次ぐ奏者を勤めるなど重職を担い、法主一族の寺院に下間氏の分家が派遣されることもあった。
享禄・天文の乱で下間頼秀・頼盛兄弟は大小一揆に介入して本願寺で権勢を振るったが、天文4年（1535年）に10世法主証如の意向で戦争の責任を負わされ、石山本願寺から退去させられた（それから3年後の天文7年（1538年）に頼秀が、4年後の天文8年（1539年）に頼盛が証如の刺客に暗殺された）。代わって頼秀兄弟の叔父下間頼慶が下間氏嫡流となり、頼慶の嫡男光頼と孫の頼総が嫡流の官途名・丹後を名乗りこの系統が嫡流となった。ただし天文18年（1549年）に光頼が急死した時頼総は幼少のため、初め分家の下間真頼・下間頼治、続いて下間頼資と下間頼言が名代を務めた。
11世法主顕如の代では頼総・頼資および頼言と弟の下間頼良が奏者を勤め、弘治2年（1556年）に係争中の加賀一向一揆と越前の朝倉義景を和睦させるため頼言・頼良兄弟が加賀へ派遣、頼言の急死はあったが和睦交渉を引き継いだ頼良の尽力と室町幕府13代将軍足利義輝の調停で越前・加賀は和睦した。また永禄2年（1559年）に顕如が門跡に列せられると、門跡寺院の制度にある僧房を坊官に改めて、頼良（大蔵卿法橋道嘉）・頼資（上野正秀法橋）・頼総の3人が坊官になり下間氏が俗務を担当した。下間氏は奏者の役割に加え、添状・奉書以外の文書である御印書も発給、本願寺は下間氏を筆頭にした家臣団編成がなされていった。
織田信長と顕如が衝突した石山合戦では主に下間頼廉・下間頼龍・下間仲孝らが奏者として顕如に従って織田軍と戦った。初め奏者は頼総・頼資・頼廉の3人制だったが、元亀2年（1571年）に頼総が退去または死去、代わって奏者になった下間頼照（仲孝の父）も天正3年（1575年）に越前で戦死、頼資も天正4年（1576年）以後生存が確認出来ず、石山合戦中の奏者は頼廉・頼龍・仲孝になった。天正8年（1580年）3月に顕如と信長が和睦すると、3人が書いた和睦条件受諾の誓詞に顕如と長男教如が添書を加えて勅使へ提出、和睦を承諾した。加賀一向一揆は下間頼純（頼資の子）が軍事指揮官として指導していたが、天正8年4月に尾山御坊が織田軍に落とされる前後に脱出・退去した。
しかし教如が和睦に反対して石山本願寺に籠城すると奏者3人も対応が分かれ、頼龍は教如に従い顕如から勘気を被り、教如が籠城を諦め石山本願寺を退去して流浪した時も付き従った。頼廉と仲孝は顕如に従い石山本願寺を退去、奏者は頼龍が除かれ頼廉・仲孝の2人制となった。この後も奏者の入れ替わりが起こり、仲孝と頼龍が奏者を交代させられたり、頼純と弟の下間頼賑、下間頼芸（頼総の弟）も奏者に加えられた。
天正20年（1592年）の顕如の死後、教如が法主を継いで仲孝を奏者から罷免して頼龍に代えたが、翌文禄2年（1593年）に豊臣秀吉の裁定で教如は法主を弟の准如に譲渡・隠居させられ、頼龍も再度奏者から追われた。その際教如に従っていた頼廉が秀吉の裁定に反論したため秀吉の怒りを買い、教如は当初10年後に准如へ譲る予定だった法主をすぐに譲る羽目になり、頼廉も秀吉の勘気を被った（後に頼廉は赦免）。

### 江戸時代以降
慶長7年（1602年）に本願寺が東本願寺（教如）と西本願寺（准如）に分裂すると下間氏一族もまた分裂することとなり、頼廉の刑部卿家、仲孝の少進家、頼芸の宮内卿家が西本願寺に仕えた。しかし西本願寺から東本願寺に鞍替えする者も現れ、慶長9年（1604年）に頼賑が教如によって東本願寺へ召し出され、同年11月26日に准如へ誓詞を出した下間頼良（頼廉の孫で長男下間頼亮の息子）も2年後の慶長11年（1606年）までに東本願寺へ移っている（頼良は慶長7年の時点で東本願寺へ移っていたともされる）。また西本願寺では慶長11年4月に年寄6人が勝手に出仕を止める事件が起こり、このうち3人の年寄である頼廉の子で頼良の2人の叔父下間宗清・仲玄兄弟と頼芸が10月に准如へ誓詞を提出して謝罪するなど、西本願寺の下間氏は立場が不安定だった。
一方、頼龍・頼広父子は東本願寺に仕えたが、頼龍の死後、頼広は出奔して親族の池田輝政を頼り、後に池田姓を名乗り池田重利と改名した。池田氏の重臣としての扱いを受けていたが、池田氏に従軍した大坂の陣の戦功により徳川家康から摂津尼崎藩1万石を与えられ、独立大名待遇となった。やがて重利は本家格である池田氏の転封に伴い播磨国鵤藩のち新宮藩1万石に移動、重利から5代後に池田氏から養子を迎え、この系譜の下間氏の血統は途絶えている。また、無嗣改易の影響で3000石の旗本となったものの、幕末に江戸町奉行を3度務めた池田頼方を輩出、養子の頼誠の代で明治維新を迎えた。
天和3年（1683年）、西本願寺14世法主寂如が下間氏三家の坊官下間頼利（刑部卿家）・下間仲令（少進家）・下間仲雪（宮内卿家）を召し出し、坊官と補佐役の奉行（家司）の職務改革を言い渡し、坊官の担当区域を奉行と共同にする、坊官と奉行の役料を分担するなどの提案を行った。これに従来の特権を侵害される恐れから三家は反発、寂如の説得に応じなかったため全員罷免・蟄居させられ、3年後の貞享3年（1686年）に寺内から追放された。その後三家は追放された当主の親族が召し出され再興し宮内卿家は明治を迎えたが、刑部卿家と少進家は断絶したため分家が召し出され、下間仲玄の子孫は兵部卿家、下間仲世の子孫は大弐家、下間仲令の孫下間仲矩は大進家として取り立てられた。